# Плятер, Станислав
Станислав Плятер (пол. Stanisław Broel-Plater; 10 мая 1784 — 8 мая 1851) — польский дворянин, учёный и писатель.

## Биография
Представитель польского дворянского рода Плятер. Шестой сын последнего подканцлера литовского Казимира Константина Плятера (1749—1807) и Изабеллы Людвики Борх (1752—1813). Его мать была первым в Польше редактором-женщиной детского журнала, издававшей в Варшаве в 1789—1792 годах еженедельник «Друг детей». У Станислава было шесть братьев и четыре сестры. Среди его братьев был Людвик Плятер.
Учился в Вильнюсском университете. В период Великого герцогства Варшавского в 1806—1815 годах Станислав Плятер служил офицером в польской армии, с которым провел русскую кампанию, произведя в лейтенанты. В 1815 году он стал капитаном в армии Царства Польского, но вскоре был уволен. Переехал в Великопольшу, где женился на Антонине Гаевской (1790—1866). Он поселился в имении Вроняны (Великое княжество Познанское), которые в качестве приданого внесла его жена. Долгое время жил в Познани, а затем в Париже.
Он был кавалером Военного ордена Варшавского княжества (Virtuti Militari) и Прусского Ордена Красного Орла.
Он умер в 1851 году и похоронен в приходской церкви в Вольштыне.
От брака с Антониной Гаевской у Станислава было два сына и одна дочь:
- Станислав Броэль-Плятер (1822—1890), женат с 1848 года на Катарине Мельжиньской (1828-18990
- Адам Казимир Станислав Броэль-Плятер (1824—1878), женат с 1852 года на Анне Людвике Броэль-Плятер (1831—1901)
- Элеонора Лаура Броэль-Плятер (1826—1856), муж с 1846 года граф Казимир Станислав Михаил Водзицкий (1816—1889)

## Произведения
Поместил много статей в журнале «Przyjaciel ludu» (Лешно, 1834—1850) и издал следующие сочинения:
- «Geografia wschodniej części Europy, czyli opis krajòw przez wielorakie narody sławiańskie zamieszkałych» (Бреславль, 1825);
- «Wybór dzieł dramatycznych A. Kotzebue» (Варшава. 1826);
- «Lettres du roi de Pologne Jean Sobieski à la reine Marie Casimire pendant la campagne de Vienne 1683» (Париж, 1826);
- «Atlas historique de la Pologne accompagné d’un tableau comparatif des expéditions militaires dans le pays pendant le 17, 18 et 19 siècle» (Познань, 1827);
- «Plan des sièges et batailles qui ont eu lieu en Pologne pendant le XVII et XVIII siècle accompagnés d’un texte explicatif» (Бреславль, 1828);
- «Les Polonais au tribunal de l’Europe» (Париж, 1831);
- «Atlas statystyczny Polski i krajów okolicznych» (Познань. S. а.);
- «Mała encyklopedya polska» (Лешно, 1839—1847).